# Tuniské námořnictvo
Tuniské námořnictvo je jednou ze složek ozbrojených sil Tuniska. Je to malé námořnictvo zaměřené na pobřežní obranu a ochranu teritoriálních vod. Mezi jeho další úkoly patří kontrola rybolovu, potírání pašeráctví a ilegální migrace. Jádro námořnictva tvoří hlídkové lodě a raketové čluny. Hlavní základnou je Bizerta.

## Historie

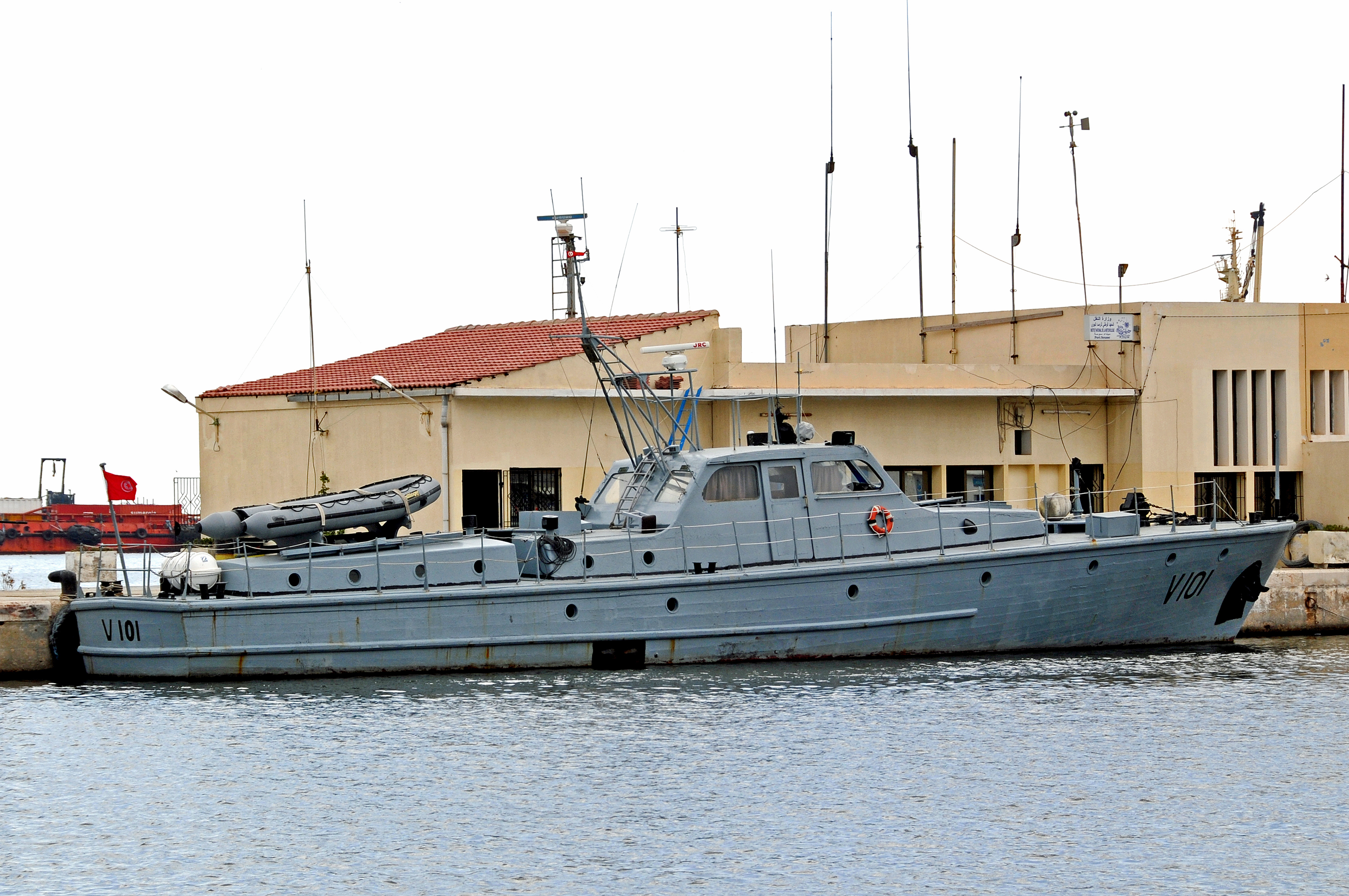
Hlídkový člun V101

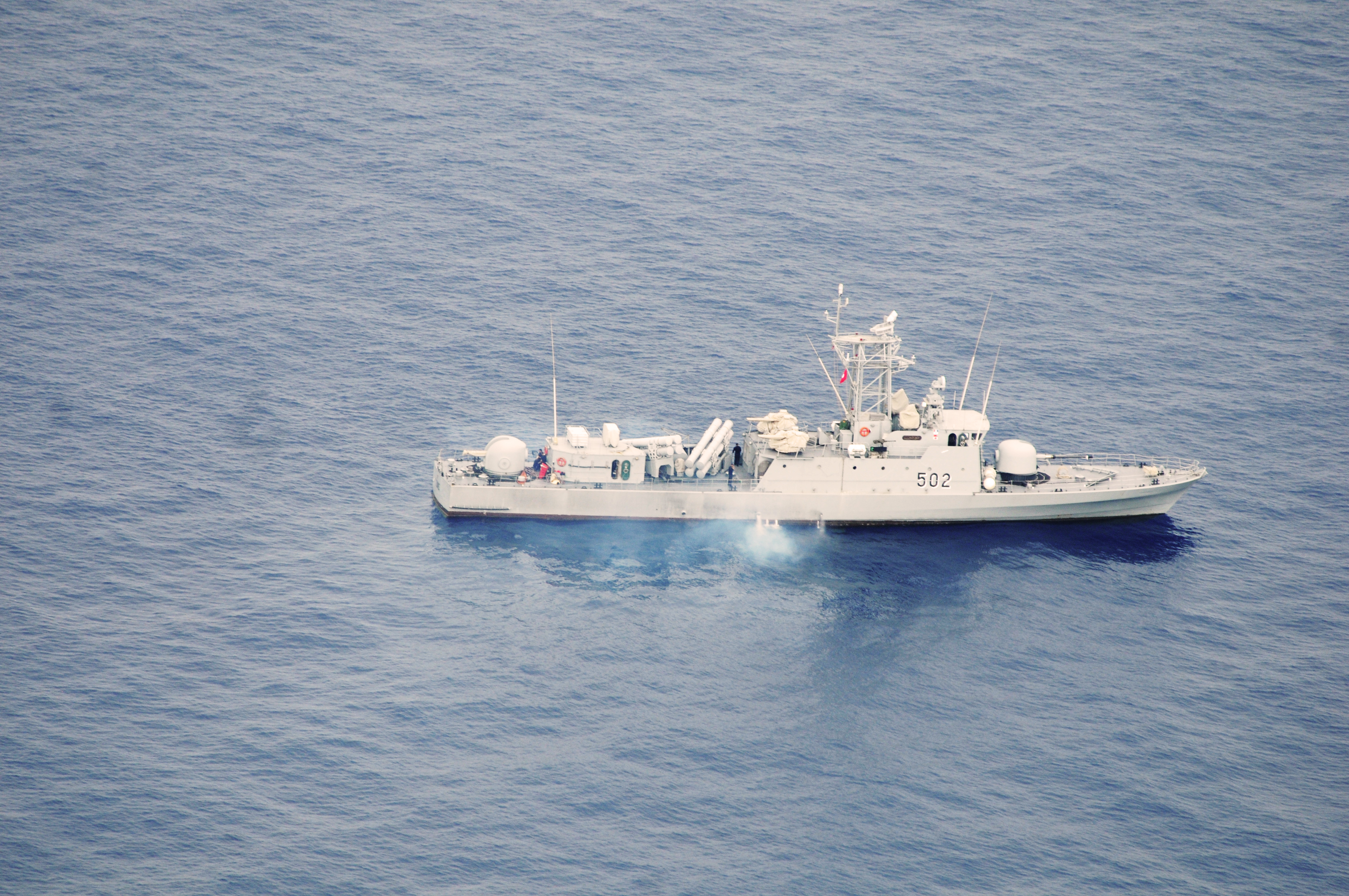
Tunis (P502)

Námořnictvo vzniklo roku 1959. S jeho založením pomohla Francie, která poskytla specialisty i několik menších hlídkových plavidel. V 60.–70. letech se námořnictvo zaměřovalo především na prosazování práva, potírání pašeráctví a nelegální migrace, přičemž v průběhu 70. let řešilo rostoucí problémy s nelegálním rybolovem v tuniských vodách. Napětí vyvolávaly rovněž spory o námořní hranici se sousední Libyí. Roku 1973 námořnictvo získalo druhoválečný eskortní torpédoborec třídy Edsall USS Thomas J. Gary (DE-326), který provozovalo jako President Bourguiba (později Indakh) do roku 1992, kdy jej zničil požár.
V 80. letech se námořnictvo soustředilo na ochranu teritoriálních vod, prosazování práva a záchranné operace. Roku 1985 jej tvořilo 2600 osob. Zásadním posílením bylo v 80. letech zakoupení tří raketových člunů francouzského typu La Combattante III se střelami Exocet.
V 90. letech se zhoršil problém s pašováním lidí přes Středozemní moře do Evropy. Tuniské námořnictvo prohloubilo spolupráci s okolními zeměmi a účastnilo se mezinárodních cvičení. Získalo také několik starších plavidel. Roku 1992 získalo výzkumnou loď americké třídy Robert D. Conrad zařazenou jako Salammbo (A701), roku 1995 výzkumnou loď americké třídy Silas Bent, zařazenou jako cvičnou loď Kheireddine (A700) a roku 1998 vyřazený druhoválečný tendr pobřežní stráže USCGC White Lupine (WAGL-546), přejmenovaný na Tabarka.
Roku 2005 námořnictvo zakoupilo šest německých raketových člunů třídy Albatros (typ 143), pocházejících ze 70. let. Roku 2016 byly u nizozemské loděnice Damen Group objednány čtyři oceánské hlídkové lodě třídy Jugurtha (Damen MOPV 1400). Roku 2018 námořnictvo převzalo první tři. Od roku 2018 námořnictvo posilují také hlídkové čluny třídy Istiqlal, které jsou prvními válečnými loděmi, které postavily domácí loděnice. Námořnictvo rovněž získalo desítky rychlých člunů postavených americkou loděnicí SAFE Boats International.

## Složení

### Oceánské hlídkové lodě

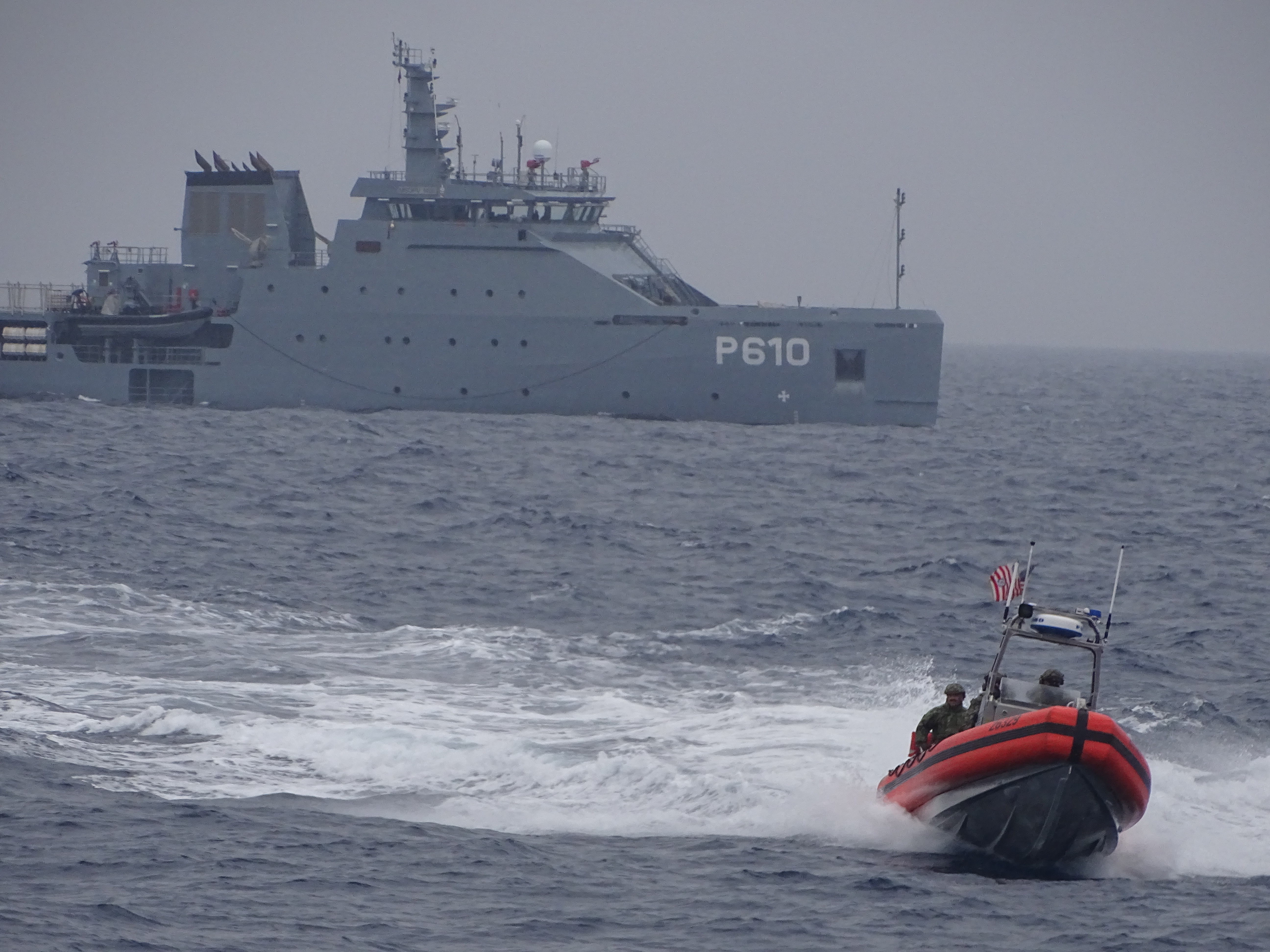
Oceánská hlídková loď Jugurtha (P610)

- Třída Jugurtha (Damen MOPV 1400)
  - Jugurtha (P610)
  - Syphax (P611)
  - Hannon (P612)

### Raketové čluny

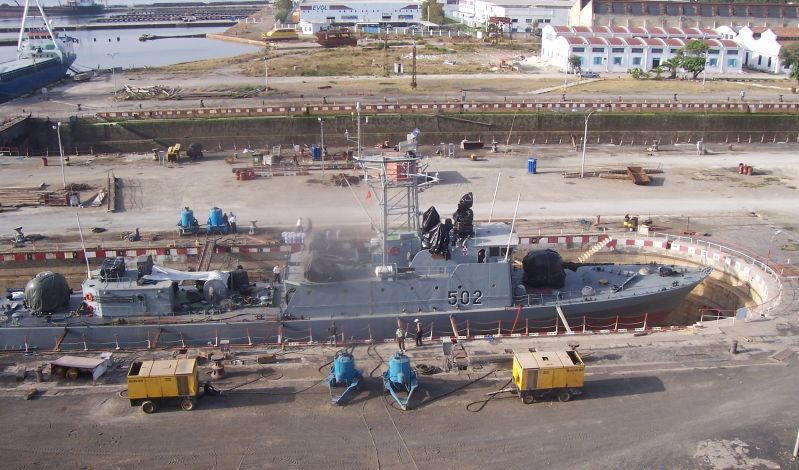
Raketový člun Tunis (P502)

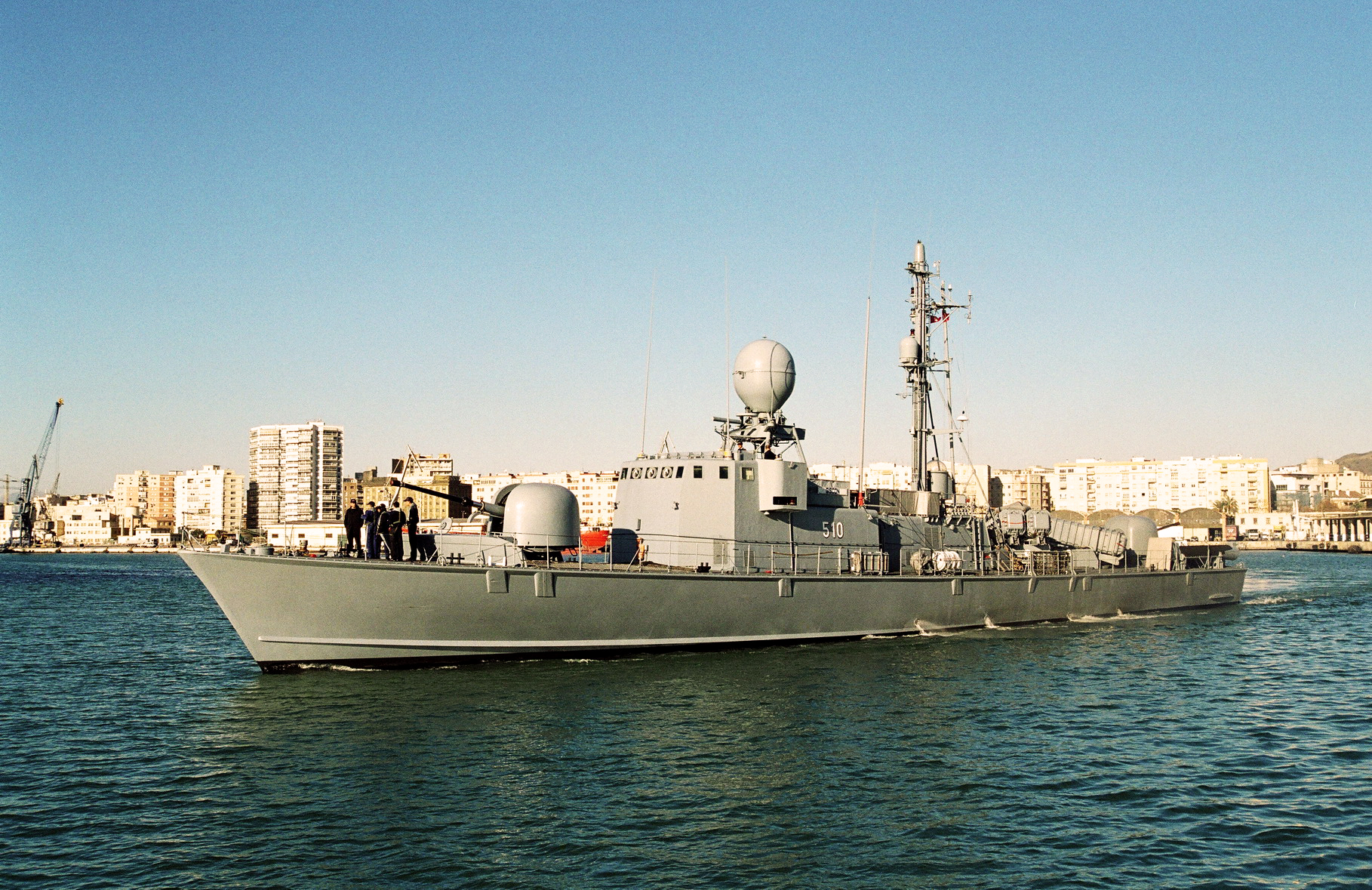
Raketový člun Giscon (P510)

- Třída Albatros (typ 143)
  - Himilcon (P507, ex Geier)
  - Hamilcar (P506, ex Sperber)
  - Hannon (P505, ex Greif)
  - Hannibal (P508, ex Seadler)
  - Hasdrubal (P509, ex Habicht)
  - Giscon (P510, ex Kormoran)

- La Combattante III (La Galite)
  - La Galite (P501)
  - Tunis (P502)
  - Carthage (P503)

### Hlídkové lodě
- Třída Istiqlal
  - Al Istiqlal (P201)
  - Utique (P211)
  - Kerkouane (P212)
  - El Jem (P213)
  - Dougga (P214)

- Třída Bizerte
  - Bizerte (P301)
  - Horria (P302)
  - Monastir (P303)

- Třída Island
  - Tazarka (P305)
  - Menzel Bourguiba (P306)

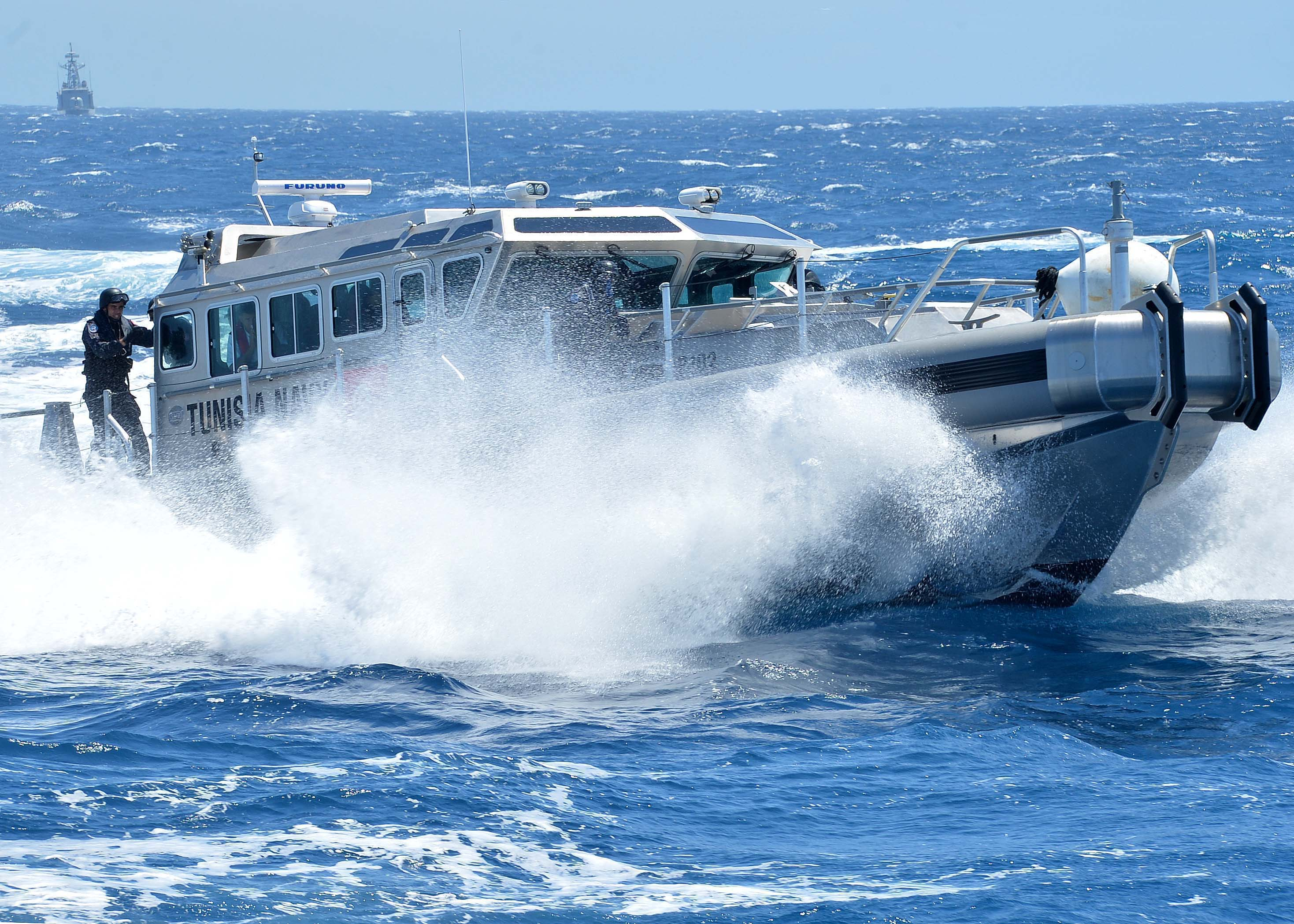
Rychlý člun SAFE Boats Int.

- SAFE Boats International (desítky ks)